# Lettisches Braunvieh

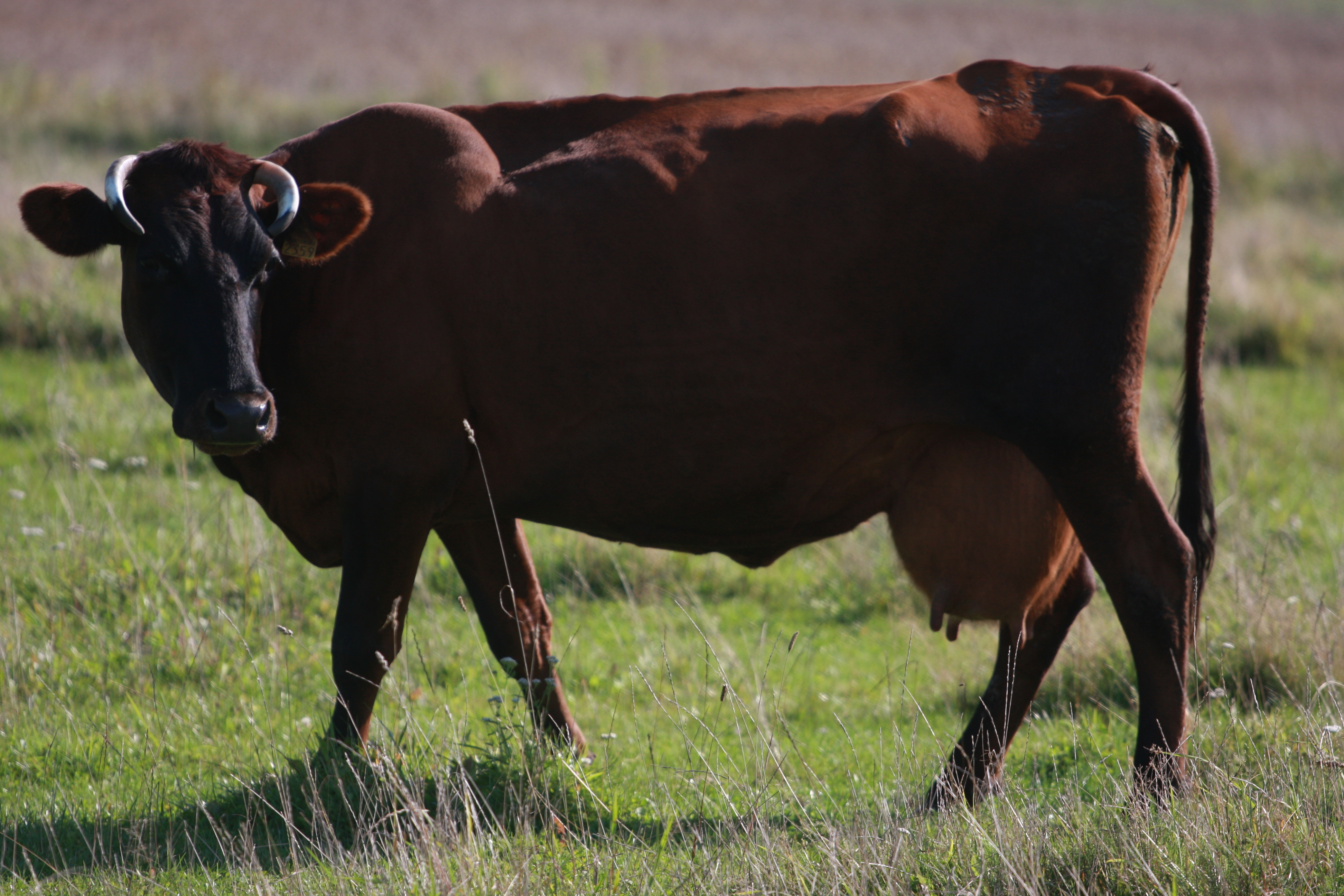
Lettisches Braunvieh

Lettisches Braunvieh (lett.: Latvijas brūnā) ist eine Rasse des Hausrindes (Bos primigenius taurus), welche zu Zwecken der Milch- und Fleischgewinnung gezüchtet wurde. Es ist die Grundrasse von 75 % des heutigen Milchviehbestands in Lettland.

## Geschichte
Die Geschichte der Rasse begann Ende des 19. Jahrhunderts. Im Jahr 1910 begann Paulis Lejiņš, der erste Präsident der Lettischen Akademie der Wissenschaften, mit der Zuchtauswahl auf dem Gutshof Luste in der Landschaft Semgallen. Durch Kreuzung der örtlichen Landrassen mit dem Angler Rind und Rotem Dänischen Milchrind wurde Milchertrag und Wuchs verbessert. 1922 wurde die Rasse anerkannt. Im Laufe der Zeit wurden verschiedene andere Rotvieh-Rassen eingekreuzt. In den 1980er Jahren erreichte die Population mit 141700 Rindern einen Höchststand. Heute gibt es nur noch wenige reinrassige "Lettische Braune", weshalb ein "Programm zur Erhaltung der genetischen Ressourcen" eingerichtet wurde.

## Beschreibung
Die Rinder haben ein rötlich braunes Fell und kleinere gebogene Hörner. Das mittelgroße Rind hat einen starken Knochenbau. Die Widerristhöhe beträgt beim Bullen 153 cm (Gewicht: 1013 kg) und bei der Kuh 131 cm (Gewicht: 540 kg). Die Rasse ist genügsam unter schlechten Futterbedingungen. Die mittlere Milchleistung beträgt 3.000 – 6.000 kg pro Jahr. Höchstwerte betragen 13.000 bis 14.000 Liter bei 305 Melktagen im Jahr. Besamung und Kalbungen verlaufen normalerweise problemlos.

## Sonstiges
- Die "Lettische Braune" ist auf der lettischen 2-Lati-Münze abgebildet.